# Žetale
Žetale (Duits: Schiltern) is sinds 1 januari 1999 een zelfstandige gemeente in Slovenië en ligt in de wijnbouwregio Haloze. De gemeente telt vijf woonkernen: Žetale, Čermožiše, Nadole, Kočice en Dobrina.
Žetale kampt met een teruglopende bevolking. In 1820 telde het 1678 inwoners, in 1900 2.464. Sindsdien het in 1948 met 2554 het grootst aantal inwoners bereikte, loopt het gestaag terug met 1364 inwoners in 2002. Reden van deze demografische ontwikkeling is vooral te zoeken in emigratie, veroorzaakt door de ongunstige geografische omstandigheden die zowel industrieontwikkeling als landbouwmechanisatie bemoeilijken. Žetale behoort tot de armste gemeenten in Slovenië.
Door de gemeente loopt de oude Romeinse wegverbinding van Celje naar Ptuj via Rogatec. De eerste schriftelijke vermelding vond plaats in 1228. De Duitse schrijfwijze Schiltern komt in de 13e en 14e eeuw het vaakst voor. Vanaf 1371 was Žetale een rooms-Katholiek vicariaat, dat in 1563 parochie werd. Het dorp Žetale werd in de 15e eeuw vernoemd naar de kerk: Mihaelova vas (Michaelsdorp). Basisonderwijs werd in Žetale ingevoerd in 1812. Eerste industriële activiteit begin eind 1853 met de winning van steenkool in dagbouw.

## Bezienswaardigheden
- Kerk van Sint-Michael, gebouwd in 1420.
- Kerk van Maria Troost der Zieken, gebouwd in 1725.

## In Žetale zijn geboren
- Anton Hajšek (1827 – 1907) – literator
- Jože Topolovec – schrijver (pseudoniem Jože Haložan)

Benedikt · Cerkvenjak · Cirkulane · Destrnik · Dornava · Duplek · Gorišnica · Hajdina · Hoče-Slivnica · Juršinci · Kidričevo · Kungota · Lenart · Lovrenc na Pohorju · Majšperk · Makole · Maribor · Markovci · Miklavž na Dravskem polju · Oplotnica · Ormož · Pesnica · Podlehnik · Poljčane · Ptuj · Rače-Fram · Ruše · Selnica ob Dravi · Slovenska Bistrica · Središče ob Dravi · Starše · Sveta Ana · Sveta Trojica v Slovenskih goricah · Sveti Andraž v Slovenskih goricah · Sveti Jurij · Sveti Tomaž · Šentilj · Trnovska vas · Videm · Zavrč · Žetale